# Super Champon
Super Champon è il quinto album del gruppo punk rock giapponese Otoboke Beaver, pubblicato da Damnably il 6 maggio 2022. Si tratta del primo album in studio del gruppo che contiene solo canzoni inedite, piuttosto che una raccolta completa o parziale di brani tratti da EP e rarità pubblicati in precedenza.

## Storia
L'album è stato preceduto dai singoli Dirty Old Fart Is Waiting for My Reaction e I Am Not Maternal. Secondo la band, il termine Champon nel titolo dell'album si riferisce alla loro commistione di generi, mentre la parola "è un sostantivo giapponese che significa un miscuglio o un'accozzaglia di cose di diverso tipo... Suona anche come Champion". La canzone I Put My Love to You in a Song JASRAC è un riferimento alla Japanese Society for Rights of Authors, Composers and Publishers.
Le canzoni I Am Not Maternal e I Won't Dish Out Salads sono entrambe considerazioni sulle esigenze sociali delle donne giapponesi. La canzone Don't Call Me Mojo è un'ode a un programma televisivo giapponese sulle donne indesiderabili. La chitarrista Yoyoyoshie, che è anche artista e animatrice, ha creato i video animati delle canzoni I Am Not Maternal e I Don't Want to Die Alone.

## Ricezione
Super Champon ha ricevuto recensioni generalmente positive dalla critica. Pitchfork ha descritto l'album come "più feroce" del suo predecessore Itekoma Hits. La rivista Narc ha notato che l'album è caratterizzato da "chitarre e batteria incandescenti, testi sfrenatamente selvaggi e una musicalità magistrale che oscilla e si muove come un peso mosca in velocità", mentre secondo un recensore di Everything Is Noise, la band ha "imbrigliato ancora più entropia di prima per rimbalzare sulle pareti in modi ancora più impressionanti e accattivanti, il tutto essendo più conciso che mai e senza perdere l'ampiezza della loro musica".

## Tracce
Tutti i brani sono scritti e arrangiati da Accorinrin, Yoyoyoshie, Hiro-chan e Kahokiss.
1. I Am Not Maternal – 2:05
2. Yakitori – 1:44
3. I Won't Dish Out Salads – 1:22
4. Pardon? – 1:45
5. Nabe Party with Pocket Brothers – 1:13
6. Leave Me Alone! No, Stay with Me! – 1:42
7. I Checked Your Cellphone – 1:32
8. I Put My Love to You in a Song JASRAC – 1:12
9. Don't Call Me Mojo – 1:39
10. Where Did You Buy Such a Nice Watch that You Are Wearing Now – 0:26
11. George & Janice – 0:42
12. First-Class Side-Guy – 2:09
13. You’re No Hero Shut Up Fuck You Man-Whore – 0:16
14. I Don't Want to Die Alone – 1:55
15. Dirty Old Fart Is Waiting for My Reaction – 0:59
16. Do You Want Me to Send a DM – 0:12
17. Do You Want Me to Send a DM, Pt. 2 – 0:13
18. Let's Go Shopping After Show – 0:17